# Olfa
Olfa és una empresa del Japó, inventora del cúter i que encara avui el fabrica.
El nom  Olfa  deriva de la concatenació de dues paraules japoneses:  oru  (折る, 'plec') i  ha  (刃, 'fulla').
Fundada el 1956 per Mr Y. Okada, Olfa ha realitzat innovacions revolucionàries en el disseny diferents tipus de navalla. Alguns dels seus productes inclouen cúters giratoris, ganivets plegables i navalles de punt. La companyia és reconeguda com un líder en el desenvolupament i producció de robustes navalles multiusos.